# Fort Vancouver
Fort Vancouver hieß das Hauptfort der Hudson’s Bay Company (HBC) im Columbia District (US-Bezeichnung: Oregon Country). Der Name des Handelspostens am Columbia River im heutigen Vancouver im US-Bundesstaat Washington geht auf George Vancouver zurück. Dort waren bis zu 600 Leute beschäftigt, die den Fernhandel und den Erwerb, vor allem von Pelzen, steuerten, und dabei ein System von Forts und Handelsposten befehligten. Ab 1846 gehörte das Fort den USA und wurde bis 1946 als Militärbasis genutzt. Dabei wohnten hier zeitweise über 7.500 Militärangehörige. Seit 1948 ist es ein Museum, das beständig erweitert wurde. Das heutige Fort ist eine Rekonstruktion.

## Britisches Fort

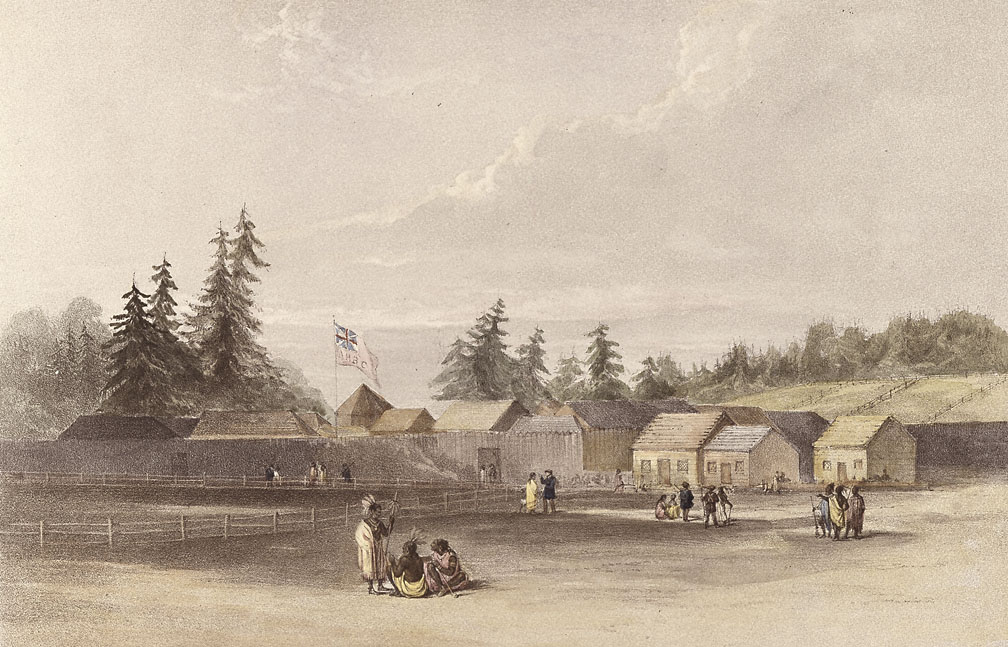
Fort Vancouver 1845

Der Handelsposten entstand 1824, sechs Jahre nachdem sich Großbritannien und die Vereinigten Staaten auf eine gemeinsame Verwaltung des Gebiets geeinigt hatten. Zwar hatte die HBC Fort Astoria erworben, doch dieser Posten südlich des Columbia schien Sir George Simpson weniger geeignet. Die HBC erhielt bei der Zwangsvereinigung mit der North West Company im Jahre 1821 beinahe staatliche Hoheitsrechte.
John McLoughlin wurde zum ersten Chief Factor und gilt als Vater Oregons. Gegen die britischen Interessen förderte er die Zuwanderung von US-Amerikanern.
Der Standort war ausgesprochen günstig, da er in einer Ebene lag und dennoch überschwemmungssicheren Zugang zum Columbia bot, der Haupthandelsachse in der Region. Das Gebiet wurde als „Jolie Prairie“, oder auch „Belle Vue Point“.
Hierher konnten bei Bedarf Waffen und Waren über den Fluss, oder über Land über eine transkontinentale Handelsroute namens York Factory Express transportiert werden. Dieser Handelspfad war von der North West Company zwischen Fort George (dem ursprünglichen Fort Astoria) an der Mündung des Columbia bis zum Oberen See nach Fort William ausgebaut worden.
Um 1825 verließ jedes Frühjahr ein York Factory Express Fort Vancouver, ein anderer verließ zur gleichen Zeit York Factory an der Hudson Bay. Jede Brigade bestand aus 40 bis 75 Männern in zwei bis fünf Booten. Gegen die jeweils begehrten Waren unterstützten die indianischen Gruppen an der Strecke die Brigaden durch Ortskenntnis, Hilfe bei den Portagen um Wasserfälle und Stromschnellen. So legten die Gruppen rund 40 km am Tag zurück und brauchten etwas mehr als drei Monate für die Strecke. Dabei transportierten sie nicht nur Waren, vor allem Pelze, sondern auch Nachrichten. Westwärts gingen die Pelze nach China, um dort gegen chinesische Waren, wie Porzellan und Seide, die in London begehrt waren, einzutauschen.
Die 6 m hohen Palisaden des Forts umfassten eine Fläche von 230 mal 140 m, auf der sich rund 40 Gebäude befanden. Dazu gehörten neben dem zentralen Warenhaus eine Schule, eine Bibliothek, eine Kapelle, eine Apotheke. Hinzu kam eine Schmiede und außerhalb des Kerngeländes Gärten und Felder, eine Werft, eine Destillerie, eine Sägemühle und bäuerliche Wirtschaften.

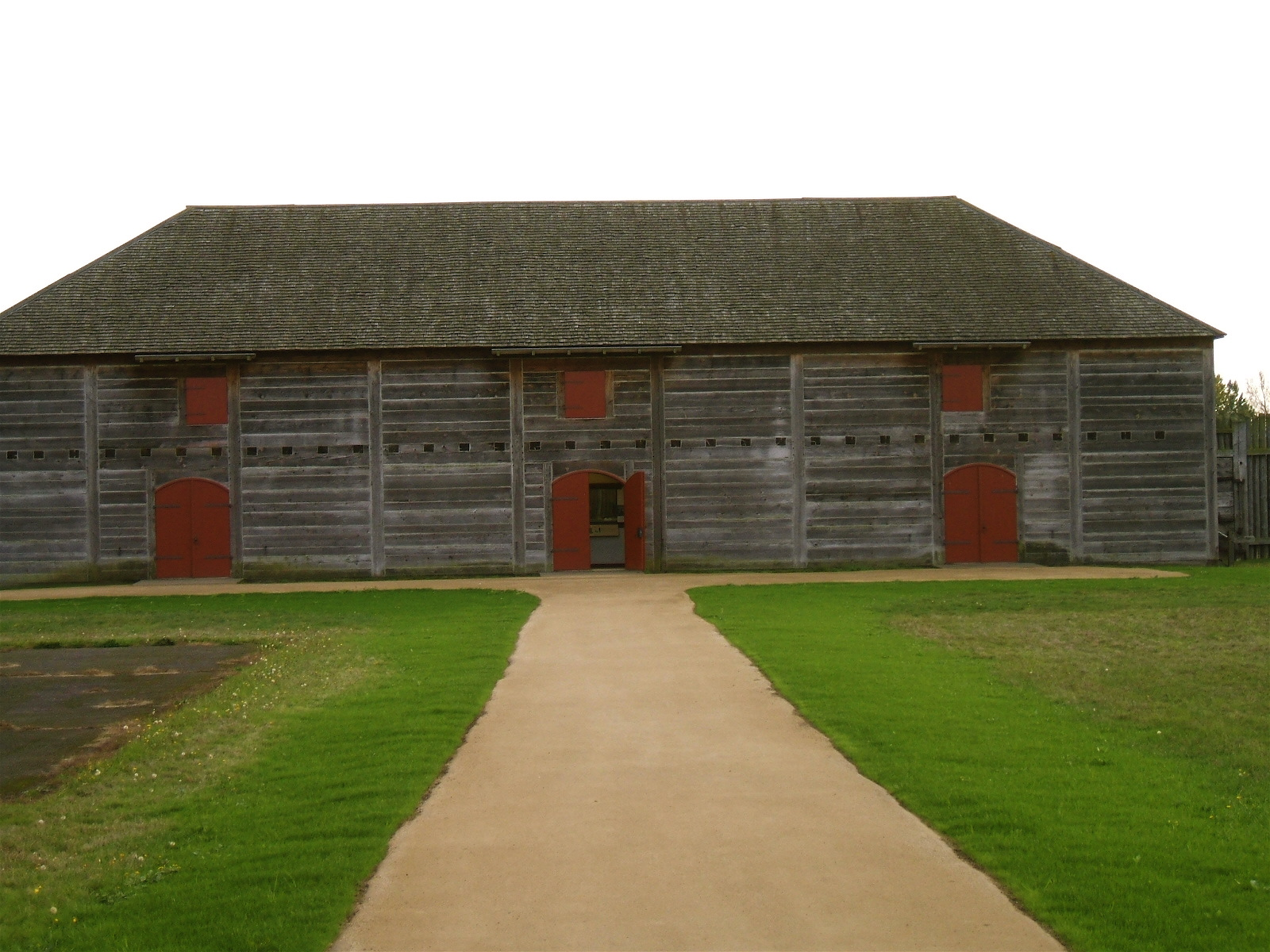
Das zentrale Pelzlager

In einer separaten Wohnstadt, Kanaka Village genannt, lebten Hilfskräfte, vor allem die namengebenden Hawaiier. Die Hauptverständigungssprache innerhalb des Forts war nicht Englisch, sondern Französisch. Als Hauptsprache bei den Außenbeziehungen, d. h. zu den mehr als 35 verschiedenen ethnischen Gruppen angehörenden indianischen Händlern und umwohnenenden Stämmen, diente die Mischsprache Chinook. Die Berichte an die Unternehmenszentrale wurden allerdings auf Englisch verfasst.
Fort Vancouver führte die Oberaufsicht über bis zu 34 Außenposten, 24 Häfen, 6 Schiffe und bis zu 600 Angestellte.
Ab 1838 begann, zunächst in kleiner Zahl, ein Zustrom von Siedlern aus dem amerikanischen Osten. Viele sammelten sich in St. Louis und folgten dem Oregon Trail.
Sir George Simpson versuchte gegen diese Siedlung ein britisch-kanadisches Gegengewicht zu schaffen und wies Alexander Ross an, aus der Red River Colony Siedler über die Rocky Mountains zu bringen und auf HBC-Farmen anzusiedeln. Ross gab den Auftrag allerdings an James Sinclair. 1841 brachte er rund 100 Siedler nach Fort Vancouver.
Doch die USA untermauerten ihren Anspruch auf das Gebiet, und die Zuwanderung von US-Amerikanern übertraf die der HBC bei weitem. Die Bedeutung dieses Streits zeigte der Wahlkampf des Präsidentschaftskandidaten James K. Polk, der mit dem Slogan „Fifty-four forty or fight“ antrat („Vierundfünfzig-vierzig oder Kampf“, womit der nördliche Breitengrad gemeint war). Die Briten schickten derweil Geheimagenten in den Nordwesten, um einen möglichen Krieg vorzubereiten.
1846 musste die Company das Gebiet jedoch abtreten, da London und Washington sich im Oregon-Kompromiss auf den 49. Grad nördlicher Breite als Grenze zwischen dem britischen und dem US-Interessengebiet geeinigt hatten. Nun beendete McLoughlin seinen Dienst bei der HBC und verließ die Handelsgesellschaft, um Oregon City im Willamette Valley zu gründen.

## US-Fort

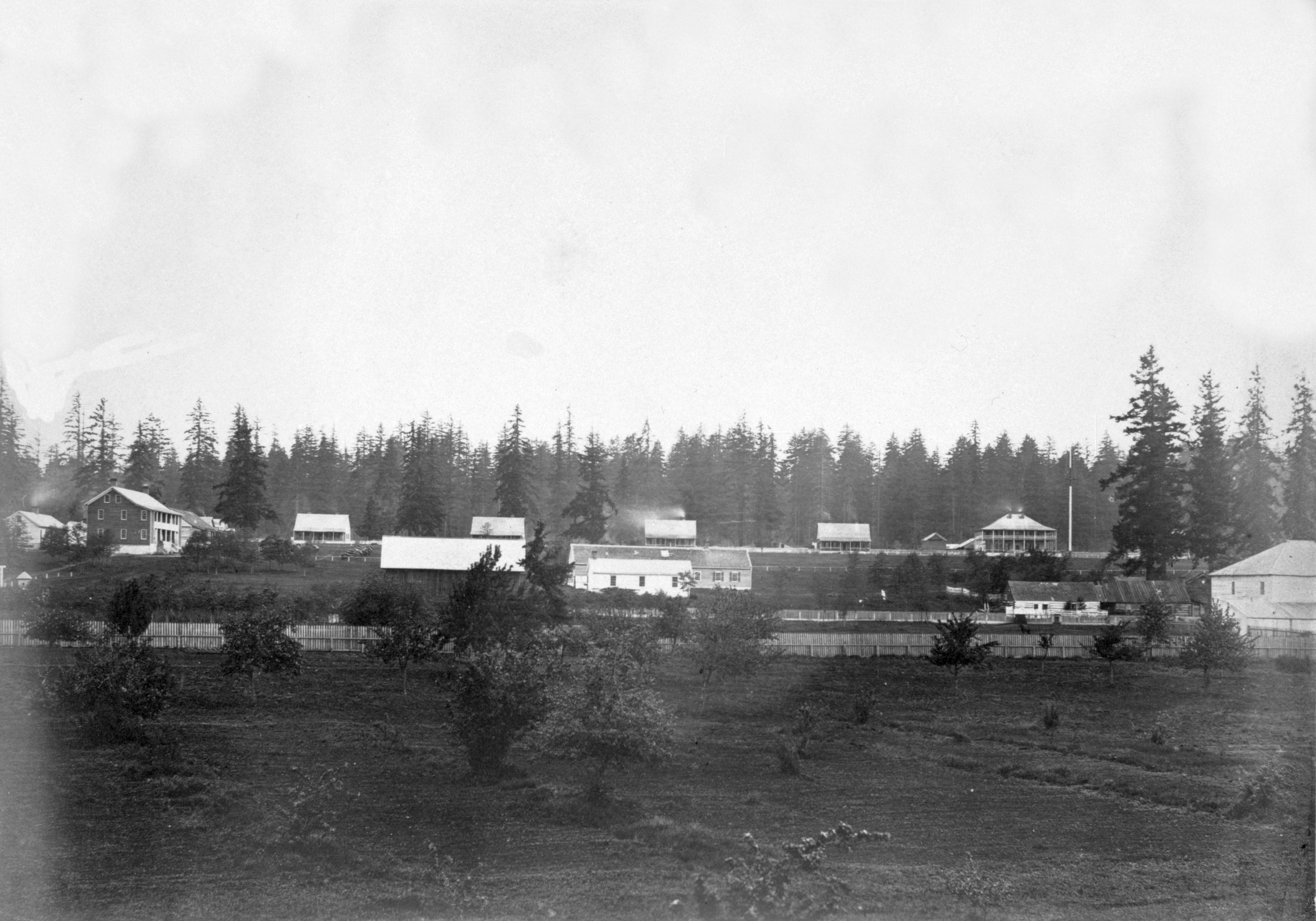
Fort Vancouver im Jahr 1859

1849 errichtete die Armee der USA die Columbia Barracks, die späteren Vancouver Barracks 6 m oberhalb des Forts. 1860 gab die HBC das Fort auf, worauf die US-Armee es in Fort Columbia umbenannte, später Fort Vancouver. 1861 war die Zahl der Einwohner auf 60 gesunken. Einheiten der 1st Regiment Washington Territory Volunteer Infantry wurden während des Sezessionskriegs stationiert, doch 1866 brannte das Fort weitgehend ab.
Fort Vancouver wurde mit zweigeschossigen Baracken um einen Exerzierplatz wieder aufgebaut. Sieben Blockhäuser – an einigen Stellen kann man die Baumstämme noch sehen – und vier weitere Häuser entstanden für die Offiziere. Während des Zweiten Weltkriegs entstanden weitere Bauten, die Anlage hieß nun Vancouver Barracks. Die 5th Infantry Brigade war hier von 1936 bis 1938 stationiert, zuletzt wurde die Anlage zu einem Außenposten des Seattle Port Of Embarcation. Sie war zum Zeitpunkt ihrer Schließung im Jahr 1946 auf 12,22 km² angewachsen, bot Platz für bis zu 250 Offiziere und 7295 sonstige Beschäftigte.

## Museum und National Historic Site

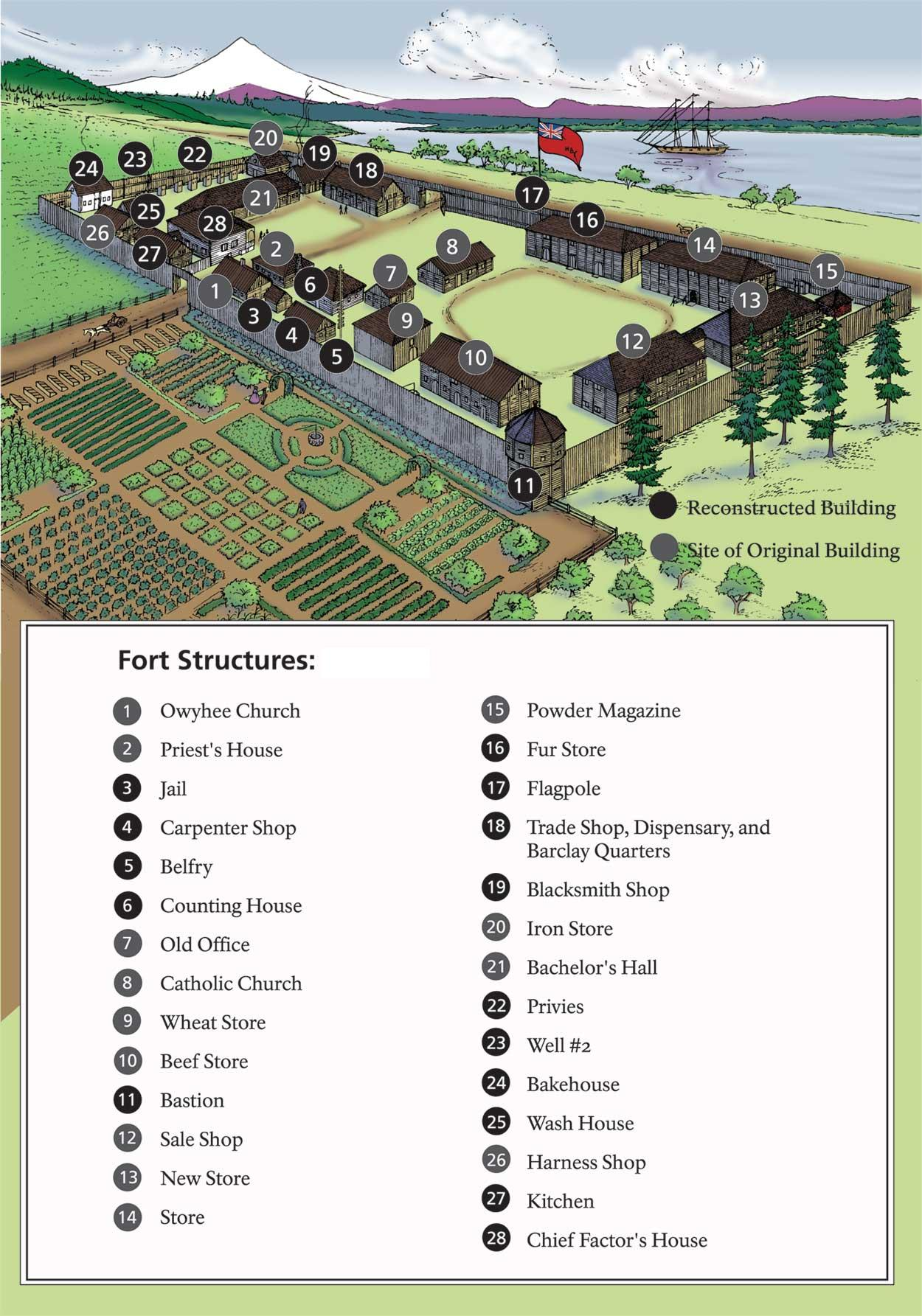
Übersichtsplan der Gebäude des Forts

Am 19. Juni 1948 wurde das ehemalige Fort zum U.S. National Monument erklärt und am 30. Juni 1961 als National Historic Site umgewidmet und Teil der Fort Vancouver National Historic Site. Erst 1996 kamen weitere 1,48 km² um das Fort hinzu, denn nun gehörten das Gebiet des ehemaligen Kanaka Village, die Columbia Barracks und ein Teil des Flussufers dazu. Die Verwaltung liegt beim National Park Service.
Die National Historic Site schließt auch die McLoughlin House site ein. Sie liegt etwa 35 km entfernt in Oregon City, Oregon. In ihr stehen die ehemaligen Häuser von John McLoughlin und Forbes Barclay. Das McLoughlin House ist ein Museum für Leben und Werk des bedeutenden Mitarbeiters der HBC, im ebenfalls historischen Barcley-Haus nebenan sind Verwaltung und Museums-Laden untergebracht.
Die Washington State Route 14, bekannter als Lewis and Clark Highway wird seit 2007 von einer Brücke überquert, die das Gelände an den Fluss anbindet.